# Coventry Airport

i7
i11
i13
Der Coventry Airport (IATA-Code: CVT, ICAO-Code: EGBE) ist ein Regional-Flughafen in England nahe der Industriestadt Coventry (West Midlands) im Zentrum Englands. Der Flughafen liegt auf dem Gebiet der Gemeinde Baginton auf einer Höhe von 81 m MSL, ca. 0,5 Kilometer von Coventrys Stadtgrenze entfernt.
Der Flughafen verfügt über eine 2008 m lange, 46 m breite Asphaltpiste mit der Ausrichtung 05/23. Für Landungen nach Instrumentenflugregeln steht ein Instrumentenlandesystem der Kategorie I zur Verfügung, außerdem sind eine DME-Bodenstation und ein PAPI-System vorhanden. Für Hubschrauber existieren die 100 m lange Graspiste 06/24 südlich der Hauptbahn sowie fünf Helipads auf dem westlichen Vorfeld. Eine Zollabfertigung steht auf Anfrage zur Verfügung.

## Zwischenfälle
- Am 25. Februar 1994 fielen bei einer Viscount 813 der British World Airlines (G-OHOT) auf einem Frachtflug von Edinburgh nach Coventry nacheinander die Triebwerke 2, 3 und 4 wegen starker Vereisung aus, gefolgt von einem weitgehenden Ausfall der Elektrik. Der Versuch einer Notlandung in Birmingham misslang, da die Maschine etwa 50 Kilometer nördlich davon Bodenberührung bekam und zerbrach. Der Flugkapitän wurde getötet (siehe auch British-World-Airlines-Flug 4272).[5]
- Am 21. Dezember 1994 stürzte eine Boeing 737-200 der Air Algérie (7T-VEE) auf dem Weg vom Flughafen East Midlands kurz vor der Landung in Coventry ab, wobei alle fünf Besatzungsmitglieder starben (siehe auch Air-Algérie-Flug 702P).[6]